# Bazilika svatého Mikuláše (Bari)
Bazilika svatého Mikuláše (Basilica di San Nicola) je významný poutní chrám v italském městě Bari. Její stavba byla zahájena roku 1087 při příležitosti získání ostatků svatého Mikuláše a chrám byl vysvěcen roku 1197. Chrám má přibližně čtvercový půdorys a je trojlodní. Je zde románská sochařská výzdoba, dále biskupský trůn z konce 11. století a cenné mozaikové podlahy v kněžišti a kryptě, kde jsou uloženy ostatky sv. Mikuláše. Z doby renesance je v chrámě mramorový náhrobek polské královny Bony Sforzové (16. století). Cenná umělecká díla jsou i v chrámovém muzeu, například románské svícny, jež daroval Karel I. z Anjou. Pouť zde slaví katolíci 6. prosince a pravoslavní 19. prosince (vlivem posunu juliánského a gregoriánského kalendáře).